# Barati József
Barati József (sokszor Baráti, Józsa, 1914. február 6. – Budapest, 1982. október 9.) magyar tanító, agrármérnök, politikus, országgyűlési képviselő, Zala vármegye utolsó főispánja 1948–1950 között.

## Élete
Barati József 1914-ben született Felsőjózsán, szegényparaszti családban. Apja, Barati József (1884–1965) földműves, napszámos, fatelepi munkás volt, anyja, Pásti Julianna (1892–1973) szintén a fatelepen dolgozott. Két testvére született, Julianna és Margit. Barati az elemi iskolát szülőfalujában, a polgári iskolát Debrecenben végezte, majd a Debreceni Református Kollégium tanulója lett, ahol 1932-ben érettségizett. 1933-ban ugyanitt tanítói diplomát szerzett. Két évig állásnélküli volt, majd 1935-ben Kispeterden lett tanító. 1939-től 1945-ig Rózsafán tanított. A második világháborúban zászlósi rendfokozatban teljesített frontszolgálatot, 1939-40-ben részt vett Kárpátalja és Észak-Erdély megszállásában.
1945-ben Pécsre került és belépett a Nemzeti Parasztpártba, melynek pécsi vezetője és 1947-48-ban Baranya vármegyei titkára lett. 1947-től 1948. november 16-ig országgyűlési képviselő, a törvényhozásba pártja Baranya és Tolna megyei listájáról jutott be. 1948 augusztusában Zala vármegye főispánja lett, így országgyűlési mandátumáról lemondott. Tisztségét 1950. március 15-ig, a tanácsrendszer bevezetéséig viselte. 1949-ben az összeférhetetlenségi szabályok megváltozásával a Magyar Függetlenségi Népfront Zala megyei listájáról ismét elfoglalhatta helyét az országgyűlésben, ahol 1953-ig maradt. 1951-ben a Magyar Agrártudományi Egyetem gazdasági csoportvezetője lett, majd 1953-tól 1957-ig a Földművelésügyi Minisztérium előadója volt. 1955-ben a Hazafias Népfront Országos Tanácsa Propaganda Osztályának osztályvezető-helyettese, majd 1957-ben osztályvezetője, 1968-ban pedig a HNF országos titkára lett. Az 1950-60-as években Agrártudományi Egyetemet és Politikai Főiskolát is végzett. 1960-ban, a népfront II. kongresszusán az országos tanács tagja lett. 1982-ben hunyt el Budapesten, a Rákospalotai temetőben nyugszik.
1937-ben feleségül vette Nagy Irént (1909–?). Gyermekük nem született.

## Díjai, elismerései
- Magyar Népköztársasági Érdemérem arany fokozata (1950)
- Munka Érdemérem (1953)
- Munka Érdemrend (1960)
- Felszabadulási Jubileumi Emlékérem (1970)
- Munka Érdemrend arany fokozata (1972)[4]